# صدا
سدا (به انگلیسی: Sound) که امروزه به صورت صدا و نیز صوت یا موج صوتی شناخته می‌شود، نوعی پالس و ضربه مکانیکال (مادّه ای) است که باعث فشردگی مولکول‌های پیرامون رخداد به یکدیگر شده و این فشردگی، بصورت موج انتقال می‌یابد.
علاوه بر این، این جابجایی چگالش مادّه، معمولاً بصورت تناوبی رخ می‌دهد. صدا به بخشی از طیف ضربه مکانیکی و نوسان آن گفته می‌شود که پیرامون آشکارسازی و حسگری آن توسط گوش باشد. وگرنه در بسیاری از موارد، تپ چگالیده مادّه ای، توسط لامسه (و نه گوش)، آشکارسازی می‌شود.
صدا، عربی شده واژه سدا است.
پارامترهای بنیادی صدا عبارت اند از:
- فرکانس (بسامد، مدت زمان تکرار، دورهٔ تناوب)، و به تبع آن: طولِ مسافتی آن موج
- دامنه (میزان شدت آن موج)
- فاز یا وضعیت موج در یک چرخه نوسانی

این کمیت‌ها در رابطه‌ای که به «معادلهٔ موج» معروف‌است، به‌هم مربوط می‌شوند. معادلهٔ موج، وضعیت هر نقطه از محیط را در هرلحظهٔ دلخواه می‌نمایاند.
حرکت ضربه (تپ) ماده چگالیده، باعث ایجاد پارامتر سرعت می‌شود. همچنین پارامتر فرکانس در بُعد زمان، باعث پارامتر پیتچ (Pitch) می‌شود. در صورت بروز تکرار، پارامترهای Delay و Reverb معنا می‌یابند و در صورت وجود منابع صدایی چندگانه، موضوع چندباند (استریو و سوراند) ی صدا و نیز برهمنهش سیگنالها رخ می‌دهد.
در ترکیب پارامترهای بنیادی سدا و دستکاری آنها، فرایندهایی شامل اکولایز (تغییر شدت و Equaliz فرکانسها)؛ جابجایش پیتچ (pitch shifting)؛ انولپ و فید، کمپرس و لیمیت (تغییر شدت‌ها در بازه زمان)؛ و فلنج و فازر (تغییر ترکیب فاز و دامنه در بعد زمان) بروز می‌یابند.

## خصوصیات فیزیک صدا
صدا از انواع انرژی است که از تحرک ذرات ماده به وجود می‌آید؛ به این گونه که یک ذره با حرکت (برخوردِ) خود به ذره‌ای دیگر، ذرهٔ دیگر را به حرکت در می‌آورَد، و به همین ترتیب است که صوت نشر می‌یابد.
صدا یک نوع انرژی ارتعاشی‌ست که توسط گوش (حس شنوایی انسان) درک می‌شود. ما معمولاً اصواتی را که در هوا حرکت می‌کنند می‌شنویم، ولی صدا می‌تواند در گاز، مایع و حتی جامدات نیز حرکت کند.
سرعت صوت در جامدات، به دلیل تراکم زیادِ مولکول‌ها، بیشتر از مایعات، و در مایعات نیز بیشتر از گازها است. صوت، برخلاف امواج دیگر مانند نور و گرما، فقط در محیطی نشر می‌یابد که ماده وجود داشته باشد، و این بدین معناست که اگر بر سطح ماه (که هوایی در آن وجود ندارد) انفجاری روی دهد، صدای آن شنیده نخواهدشد. از واحد دسی‌بل نیز برای اندازه‌گیری شدت صوت استفاده می‌کنند. محدوده شنوایی انسان بین ۱۶ هرتز تا ۲۰٬۰۰۰ هرتز است. البته با افزایش سن این محدوده کمتر می‌شود به طوری که در مردان و در سن ۵۰ سالگی این محدوده به ۲۰ هرتز تا ۱۲٬۰۰۰ هرتز کاهش میابد.
ویژگی‌های صدا عبارتند از بسامد، طول موج، دامنه و سرعت.
از لحاظ فیزیکی، صدا ارتعاش مکانیکی یک محیط الاستیک گازی، مایع یا جامد است. صدا شکلی از انرژی مکانیکی است که هنگامی که ذرات در اطراف موقعیت تعادل خود نوسان کنند تولید می‌شود. انتشار صوت در هوا زمانی اتفاق می‌افتد که یک منبع صدا، معمولاً یک شیء تحت تأثیر ارتعاشی مکانیکی باعث می‌شود مولکول‌های هوای چسبیده به سطح آن در اطراف موقعیت خود نوسان کنند. با توجه به خاصیت ارتجاعی هوا، صدا از طریق هوا با استفاده از نوسانات پی در پی که از همسایه ذرات هوا الاستیک ساطع می‌شود انتقال یافته، و یک موج صوتی به‌طور پیوسته در حال پیشرفت است. در یک موج صوت در هوا ذرات در همان جهت انتشار جبهه موج نوسان خواهند داشت (موج طولی)، و این موضوع باعث ایجاد مناطق با فشار بالاتر به ترتیب پایین‌تر نسبت به فشار اتمسفر خواهد شد؛ بنابراین امواج صوتی می‌توانند به عنوان امواج فشار هوا رفتار کنند.
صدا می‌تواند از طریق محیط‌هایی مانند هوا، آب و جامد به صورت امواج طولی و همچنین به صورت موج عرضی در مواد جامد منتشر شود. امواج صوتی توسط یک منبع صوتی مانند دیافراگم ارتعاشی یک بلندگو استریو تولید می‌شوند. منبع صدا باعث ایجاد لرزش در محیط اطراف می‌شود. در فاصله ثابت از منبع، فشار، سرعت و جابه جایی محیط در هر لحظه از زمان انتشار صوت متفاوت است. توجه داشته باشید که ذرات محیط با موج صوتی حرکت نمی‌کنند و فقط در محل خود نوسان می‌نمایند. این امر به وضوح برای جامدات دیده می‌شود و همین مسئله برای مایعات و گازها نیز صادق است (یعنی لرزش ذرات در گاز یا مایع، حامل ارتعاشات بوده، در حالی که میانگین موقعیت ذرات در طول زمان تغییر نمی‌کند). در طول انتشار، امواج می‌توانند توسط رسانه منعکس، شکسته یا حذف شوند.
همه محیط‌ها دارای سه ویژگی هستند که بر رفتار انتشار صدا تأثیر می‌گذارند:
1. رابطه بین چگالی و فشار. این رابطه، سرعت صدا را تحت تأثیر دما در محیط تعیین می‌کند.
2. حرکت خود محیط، مانند باد. مستقل از حرکت صدا از طریق محیط، اگر محیط به نوبهٔ خود در حال حرکت است، صدا بیشتر منتقل می‌گردد.
3. ویسکوزیته محیط. این امر سرعت صدا را کاهش می‌دهد. برای بسیاری از محیط‌ها، مانند هوا و آب، تأثیر این مطلب ناچیز و قابل اغماض است.

هنگامی که صدا در یک محیطی که خواص فیزیکی ثابت ندارد حرکت می‌کند، ممکن است شکسته شود (پراکنده یا متمرکز شود).

## اصطلاح‌های صوت
- فراصوت
- فروصوت
- زِبَرصوت

## بسامد و طول موج
بسامد تعداد تغییرات فشار هوا در هر ثانیه در یک نقطهٔ ثابت است که موج صدا در حال گذر از آن می‌باشد. یک چرخهٔ نوسانی ساده در یک ثانیه برابر با یک هرتز است. طول موج برابر فاصلهٔ بین دو قلهٔ متوالی بوده که موج در مدت زمان یک چرخهٔ نوسانی آن را طی می‌کند.

## سرعت صوت

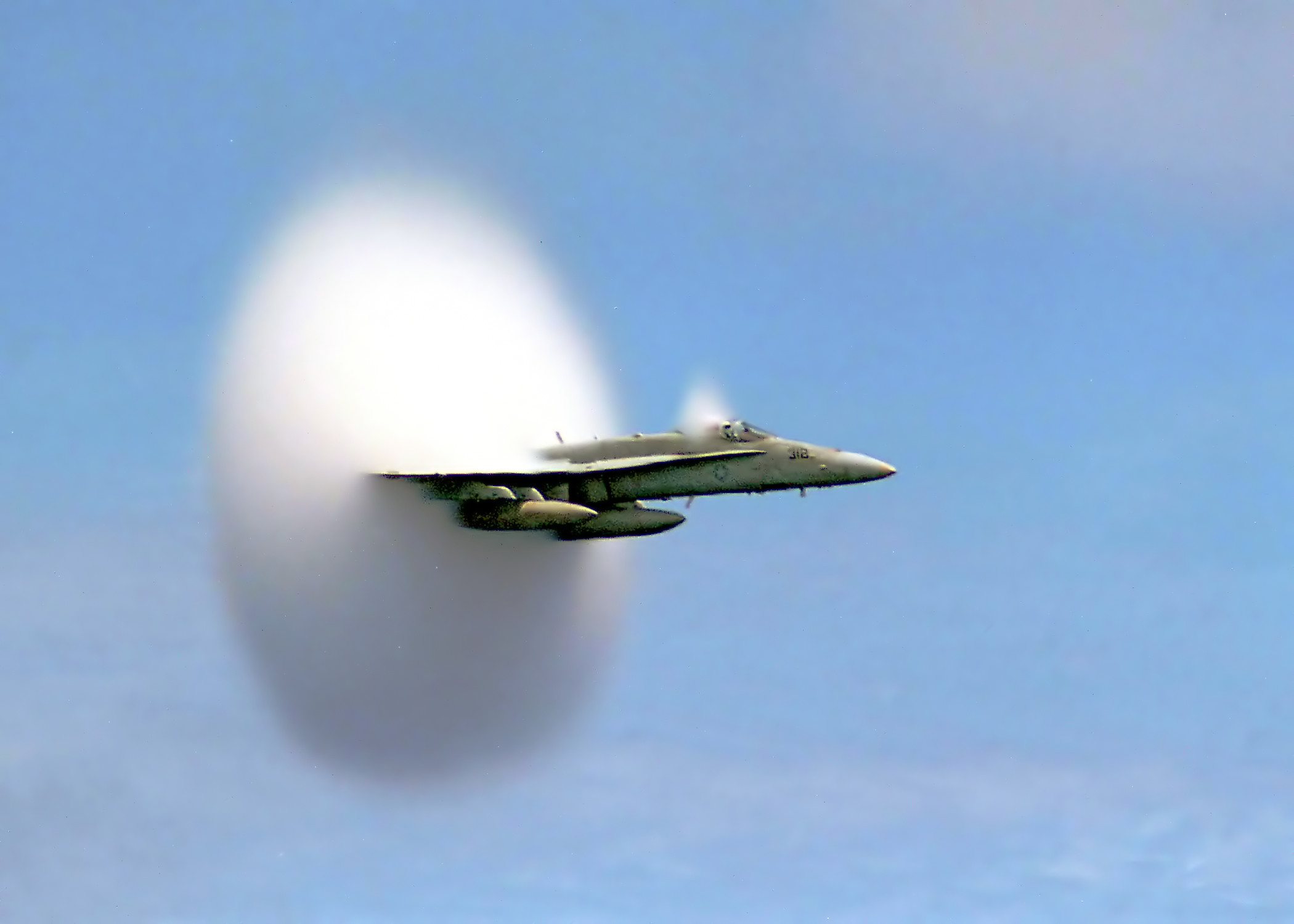
در سواحل پوسان، کره جنوبی: یک F / A-18 Hornet اختصاص داده شده به اسکادران جنگنده اعتصاب یک پنج یک (VFA-151) مانع صوتی را در آسمان اقیانوس آرام می‌شکند. VFA-151 بر روی USS Constellation (CVN 64) مستقر شده است. این یک نسخه ویرایش شده (دانه کاهش یافته) است.

سرعت انتشار صوت بستگی به نوع، دما و فشار محیطی که صوت در آن منتشر می‌شود دارد. در شرایط طبیعی از آنجایی که هوا تقریباً به صورت یک گاز کامل رفتار می‌کند سرعت صوت وابسته به فشار هوا نخواهد بود. در هوای خشک در دمای ۲۰ درجهٔ سانتیگراد سرعت صوت حدوداً ۳۴۳ متر بر ثانیه یعنی حدوداً یک متر در هر ۳ هزارم ثانیه است. سرعت صوت همچنین وابسته به بسامد و طول موج است؛ بنابراین یک صوت ۳۴۳ هرتزی طول موج یک متر خواهد داشت.
ویژگی های صدا
صدای هر فردی ویژگی‌هایی دارد که با آنها وضعیت صدای یک فرد تعیین می‌شود. 
۱. بلندای صدا : بعضی منابع به آن حجم صدا هم گفته‌اند در واقع منظور شدت صدای شنیده شده می‌باشد. به عبارت دیگر، منظور بلندی آن است که آیا صدای فرد بلند شنیده می‌شود یا آرام به نظر می‌رسد. میزان بلندی صدا به میزان فشار هوایی که از ریه‌ها وارد حنجره شده و به شدت برخورد تارهای صوتی بستگی دارد. هرچه فشار هوا و شدت برخورد تارهای صوتی بیشتر باشد صدا بلندتر، و هرچه فشار هوا و شدت برخورد تارهای صوتی کمتر باشد، صدا آهسته‌تر به گوش می‌رساند.
۲. زیر و بم بودن صدا : منظور از زیر بودن صدا، نازکی صدا و منظور از بم بودن صدا، کلفتی صدا می‌باشد. تفاوت این دو را می‌توان با وضعیت صدای اولین و آخرین کلید پیانو مقایسه کرد.
۳. کیفیت صدا: منظور شفافیت صدا و میزان آمیختگی با سایر صداهاست. اینکه تارهای صوتی چگونه با هم برخورد کرده باشند، به آرامی یا محکم، میزان کیفیت صدا را مشخص می‌کند. 
بطور کلی سه نوع صدا داریم که عبارت اند از صدای سر ، صدای سینه ، صدای حنجره. بهترین نوع صدا صدای سینه میباشد. که صدایی مطبوع خواهد بود. سه عامل در تولید صدا نقش بسزایی دارد: عامل ضربه زننده ، عامل ضربه گیرنده و عامل منعکس کننده. بطور کلی ما صدای خوب یا صدای بد نداریم ما بر اساس مهارت‌هایی که می‌آموزیم می‌توانیم صدایمان را مانند ساز بنوازیم.